# Morten van Steenwinckel
Morten van Steenwinckel, född 3 juli 1595 i Varberg, död 9 december 1646 i Köpenhamn, var en dansk målare och arkitekt.
Han var son till konstnären Hans van Steenwinckel och Inger Pedersdatter och bror till bildhuggarna Lorenz van Steenwinckel och Hans van Steenwinckel samt farbror till byggmästaren Oluf van Steenwinckel. Det finns få bevarad uppgifter om Steenwinckels ungdom och utbildning men man vet att han 1622 på beställning av Kristian IV utförde ett stort måleri i stora salen på Rosenborg. I slutet av 1620-talet vistades han i Padua men återvände efter kort tid till Köpenhamn för att utföra plafondmålerier för Dronningens Gemak på Kronborg. Han tillskrivs ett stort antal porträtt av Kristian IV och tronföljaren prins Kristian liksom porträttet från 1636 av Joachim Bech på Bosjökloster i Skåne. Hans verksamhet som arkitekt är i det närmaste okänd men han nämnd i en gravskrift i Nicolai Kirke i Köpenhamn som Hans Fyrstelige Naade Printzens Architekt og Skildrer.